# Paul Vallas
Paul Gust Vallas, född 10 juni 1953 i Chicago, är en amerikansk demokratisk politiker. Han var verkställande direktör för Chicago offentliga skolsystem från 1995 till 2001. Han är en kandidat till borgmästare i Chicago i den andra omgången av valet 2023. Han kandiderade till guvernör i Illinois 2002 och för Chicagos borgmästare 2019.
Vallas utexaminerades 1978 från Western Illinois University.